# Ecem Karavus
Ecem Karavus (Sarıyer, 9 aprile 1989) è un'attrice turca, nota per aver interpretato il ruolo di Yesim Ozturk nella serie Mr. Wrong - Lezioni d'amore (Bay Yanlış).

## Biografia
Ecem Karavus è nata il 9 aprile 1989 nel Distretto di Sarıyer, in provincia di Istanbul (Turchia), fin da piccola ha mostrato un'inclinazione per la recitazione.

## Carriera
Ecem Karavus si è diplomata presso la Fethiye Super High School. Ha completato la sua formazione universitaria presso il dipartimento di lingua e letteratura greca contemporanea dell'Università di Istanbul. Nel 2011 ha iniziato la sua carriera di attrice con il ruolo di Cariye 17 nella serie Muhtesem Yüzyil. Nel 2011 e nel 2012 ha interpretato il ruolo di Mary nella serie Dinle Sevgili. Negli stessi anni ha ricoperto il ruolo di Alice Karadag nella serie Pis Yedili. Nel 2014 ha interpretato il ruolo di Emel Aydin nella serie Alin Yazim.
Nel 2016 ha recitato nel film Bayram Abi diretto da Erdi Dikmen. L'anno successivo, nel 2017 ha ricoperto il ruolo di Dilruba nel film Vezir Parmagi diretto da Mahsun Kirmizigül. Nel 2017 e nel 2018 ha interpretato il ruolo di Filiz nella serie Hayati ve Digerleri. Nel 2018 ha ricoperto il ruolo di Busket nella serie Masum Degiliz. Nello stesso anno ha recitato nel film Baba bi buçuk diretto da Deniz Denizciler e Ferda Gelendost. Nel 2020 è stata scelta per interpretare il ruolo di Yesim Ozturk nella serie Mr. Wrong - Lezioni d'amore (Bay Yanlış) e dove ha recitato insieme ad attori come Can Yaman, Özge Gürel, Fatma Toptaş, Cemre Gümeli e Anıl Çelik.

## Filmografia

### Cinema
- Bayram Abi, regia di Erdi Dikmen (2016)
- Vezir Parmagi, regia di Mahsun Kirmizigül (2017)
- Baba bi buçuk, regia di Deniz Denizciler e Ferda Gelendost (2018)

### Televisione
- Muhtesem Yüzyil – serie TV, 5 episodi (2011)
- Dinle Sevgili – serie TV, 177 episodi (2011-2012)
- Pis Yedili – serie TV, 3 episodi (2011-2012)
- Alin Yazim – serie TV (2014)
- Hayati ve Digerleri – serie TV, 6 episodi (2017-2018)
- Masum Degiliz – serie TV, 2 episodi (2018)
- Mr. Wrong - Lezioni d'amore (Bay Yanlış) – serie TV, 14 episodi (2020)

## Doppiatrici italiane
Nelle versioni in italiano dei suoi film e delle sue serie TV, Ecem Karavus è stata doppiata da:
- Barbara De Bortoli[19] in Mr. Wrong - Lezioni d'amore[20]